# 土田麦僊
土田 麦僊（つちだ ばくせん、 1887年（明治20年）2月9日 - 1936年（昭和11年）6月10日）は大正～昭和期の日本画家である。

## 経歴

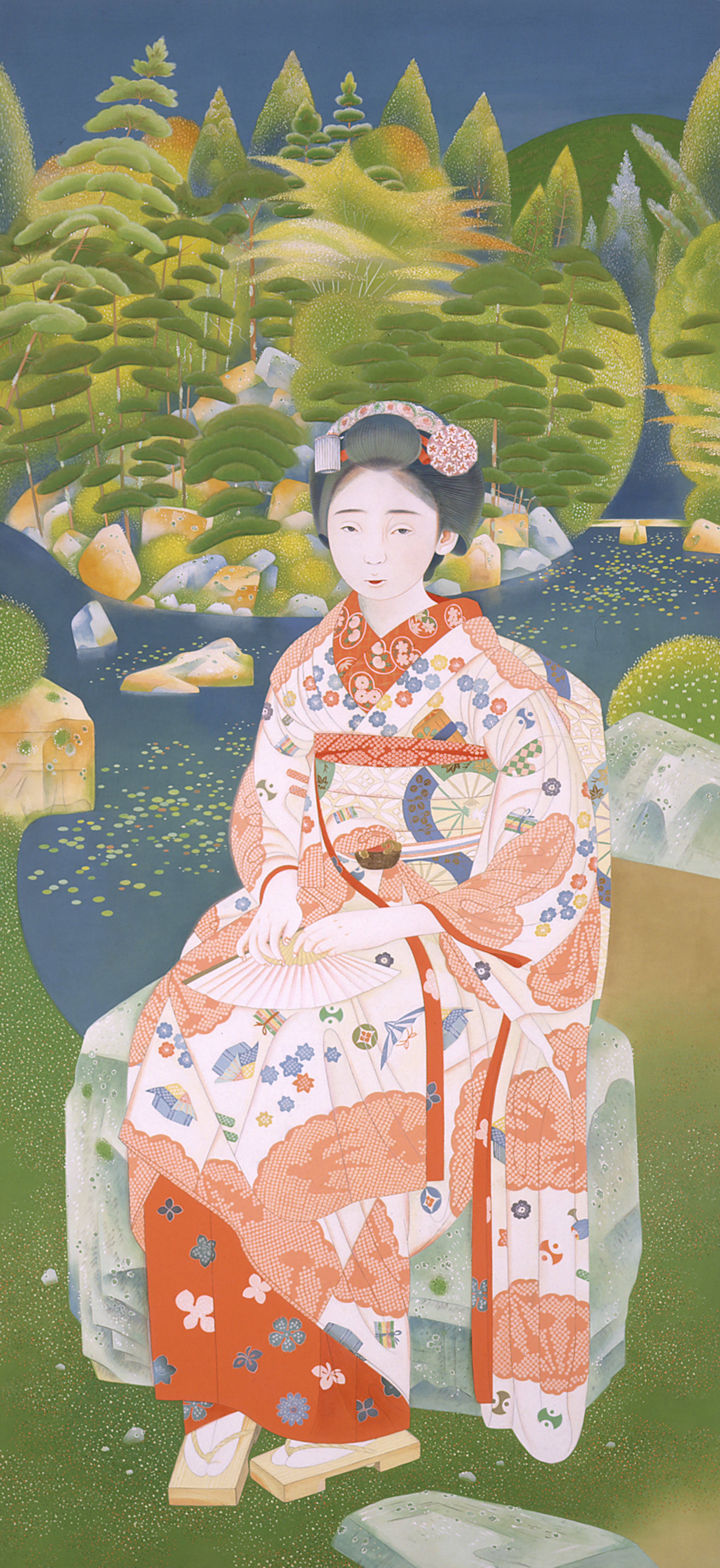
『舞妓林泉』（1924年）東京国立近代美術館

明治20年（1887年）、新潟県佐渡郡新穂村（現佐渡市新穂）の農家の三男として生まれる。本名は金二。哲学者の土田杏村（茂）は弟である。明治37年（1904年）、竹内栖鳳に弟子入り。明治44年（1911年）、京都市立絵画専門学校（現：京都市立芸術大学）を卒業している。同年には小野竹喬らとともに前衛的な絵画運動の会である仮面会（ル・マスク）を結成。黒猫会に参加。文展には在学中の明治41年（1908年）から出品していた。この頃の作品にはゴーギャンの影響が見られる。
大正7年（1918年）、麦僊は同じ京都市立絵画専門学校出身の同士であった村上華岳、榊原紫峰、小野竹喬、野長瀬晩花とともに国画創作協会を旗揚げした。同会は、伝統的な文展の審査のありかたに不満をもった若手日本画家たちが西洋美術と東洋美術の融合と新しい日本画の創造を目指して結成したもので、近代における日本画革新運動の代表的なものとして日本美術史上重視されている。同会は大正7年（1918年）の第1回展を皮切りに、昭和3年（1928年）までに東京および京都で計7回の展覧会を開催したが麦僊は第1回展に出品した『湯女図』（ゆなず）をはじめとして毎回意欲作を出品し、国画創作協会の中心的存在であった。
麦僊はルノワールやゴーギャンに傾倒し、伝統的な日本画に西洋絵画の重厚なマチエールや合理的な空間把握、幾何学的な構図などを取り入れた新たな絵画の創造を目指していた。大正10年（1921年）、麦僊は竹喬、晩花とともに渡欧。約1年半に亘り、西洋絵画の研究と制作を行っている。
麦僊にはコレクターとしての一面もあり、この渡欧中にルノワール、セザンヌなどの西洋絵画を収集している。現在、大原美術館にあるセザンヌの『水浴』は麦僊旧蔵品であり、彼が自らへの刺激とするため常に画室の壁に掛けていたものであるという。昭和2年（1927年）、フランス政府よりレジオンドヌール勲章シュヴァリエ章を受章。
山南塾を主催し、小松均、福田豊四郎、北澤映月、粥川伸二、今尾津屋子らが育った。

## 代表作

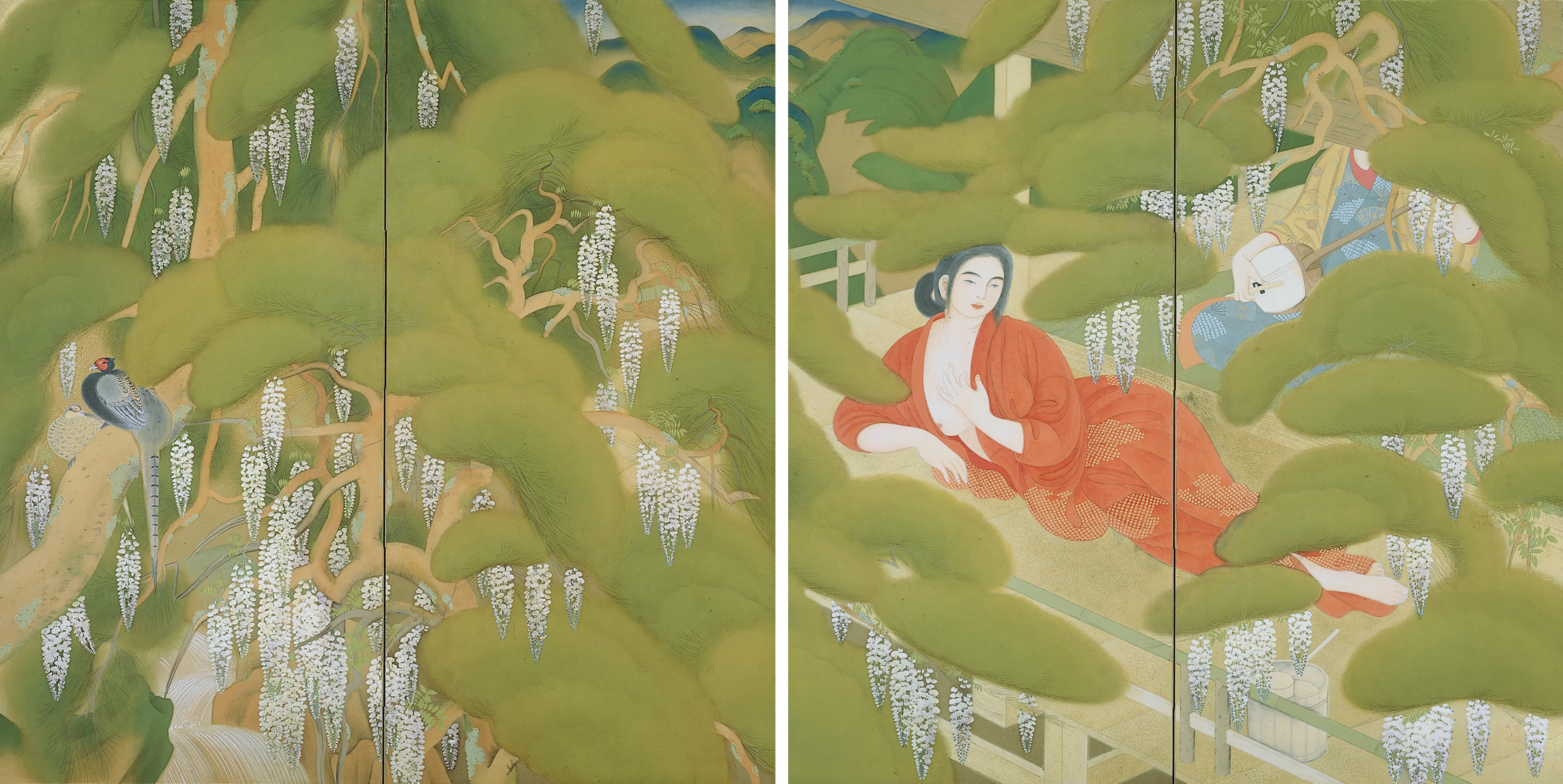
湯女図（1918年） 二曲一双 東京国立近代美術館蔵 重要文化財

- 罰（1908）京都国立近代美術館
- 島の女（1912）東京国立近代美術館
- 海女（1913）京都国立近代美術館
- 大原女（1915）山種美術館
- 湯女図（ゆなず）（1918）東京国立近代美術館（重要文化財）
- 春（1920）講談社野間記念館
- 舞妓林泉（ぶぎりんせん）（1924）東京国立近代美術館
- 大原女（1927）京都国立近代美術館

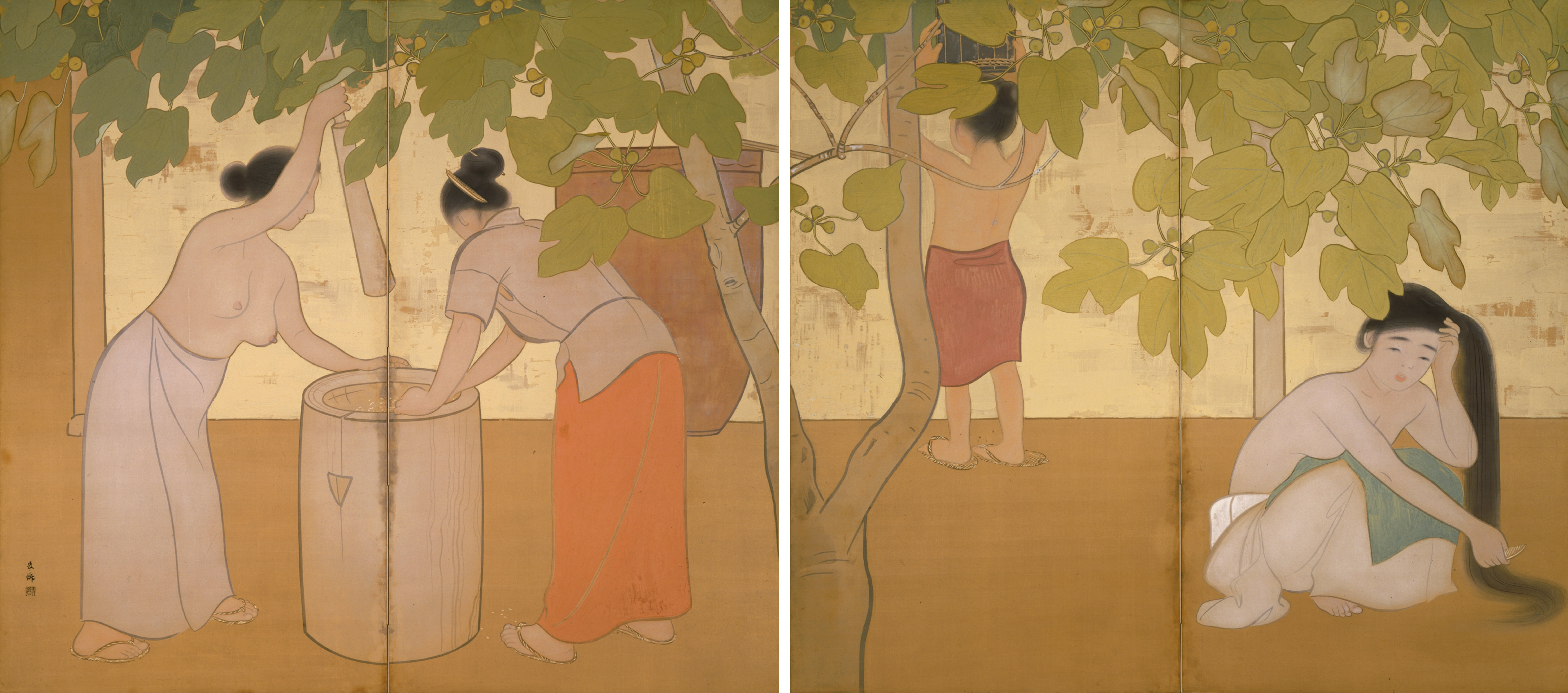
『島の女』（1912年）東京国立近代美術館
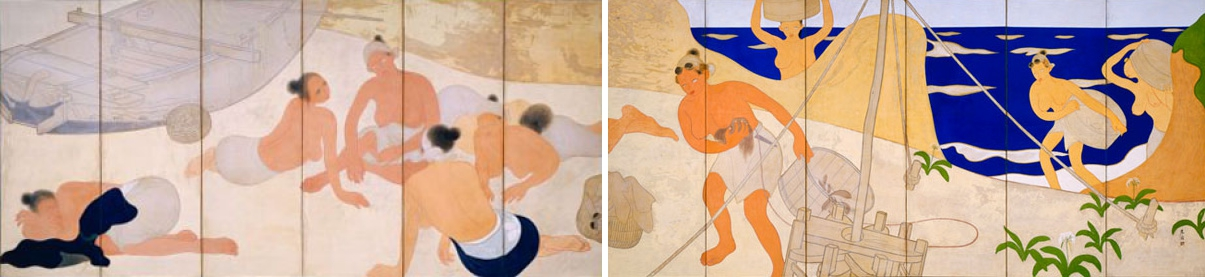
『海女』（1913年）東京国立近代美術館
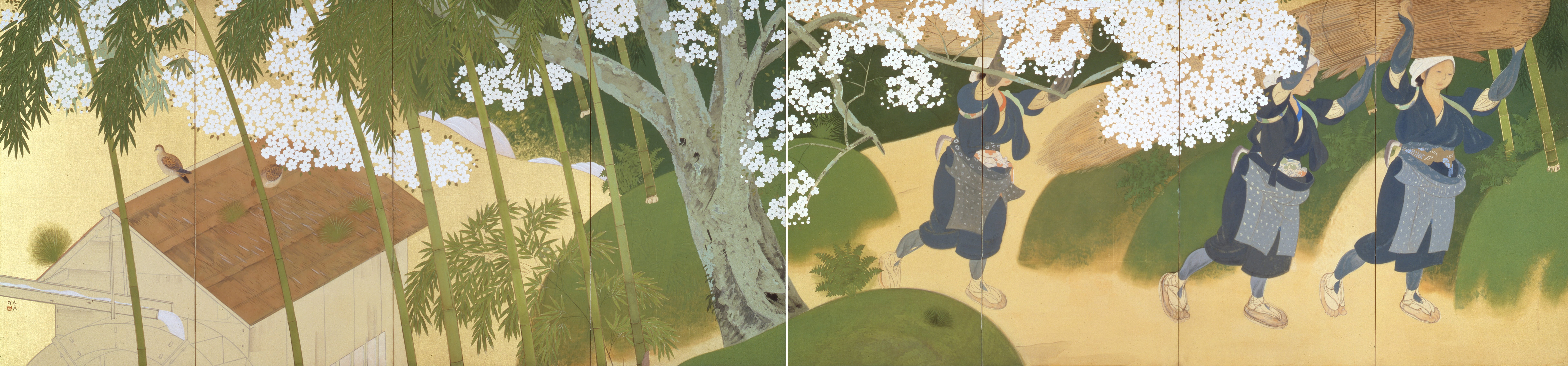
『大原女』（1915）山種美術館
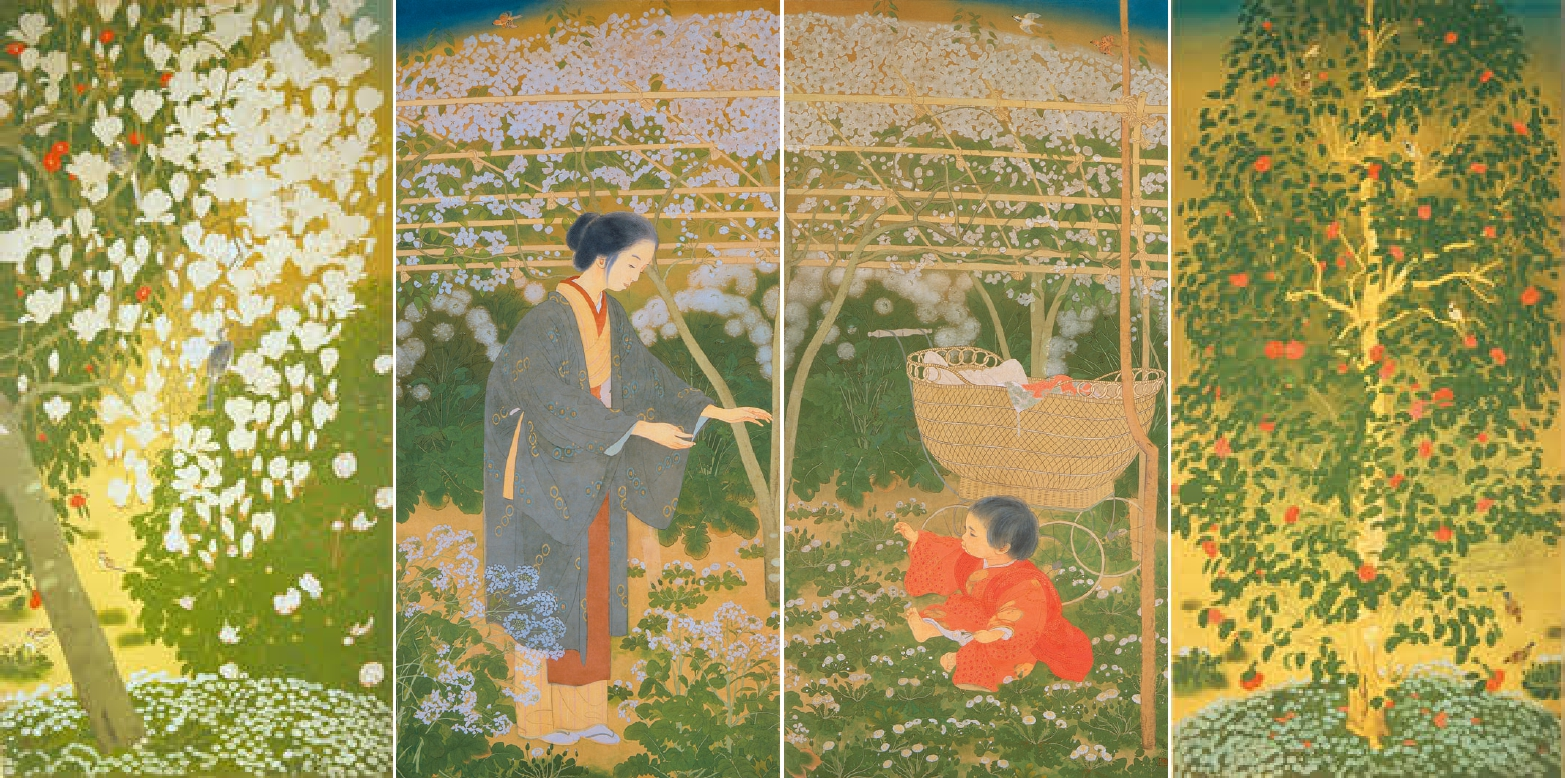
『春』（1920年）講談社野間記念館
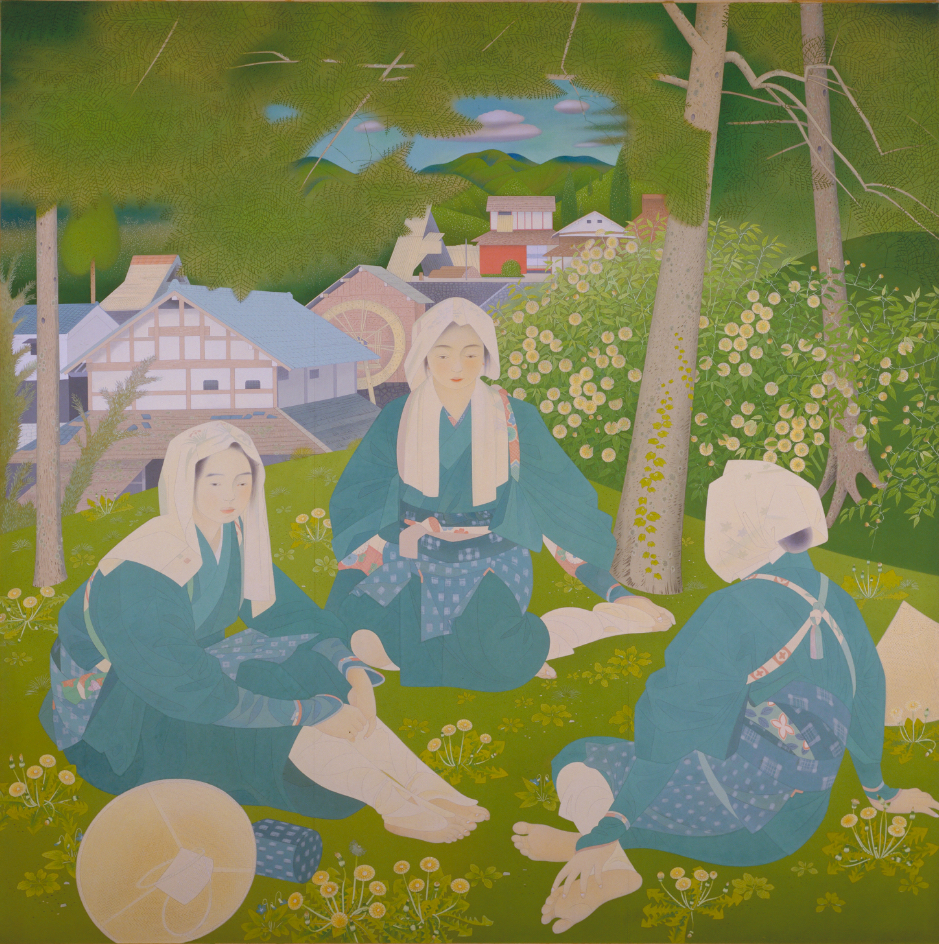
『大原女』（1927年）京都国立近代美術館
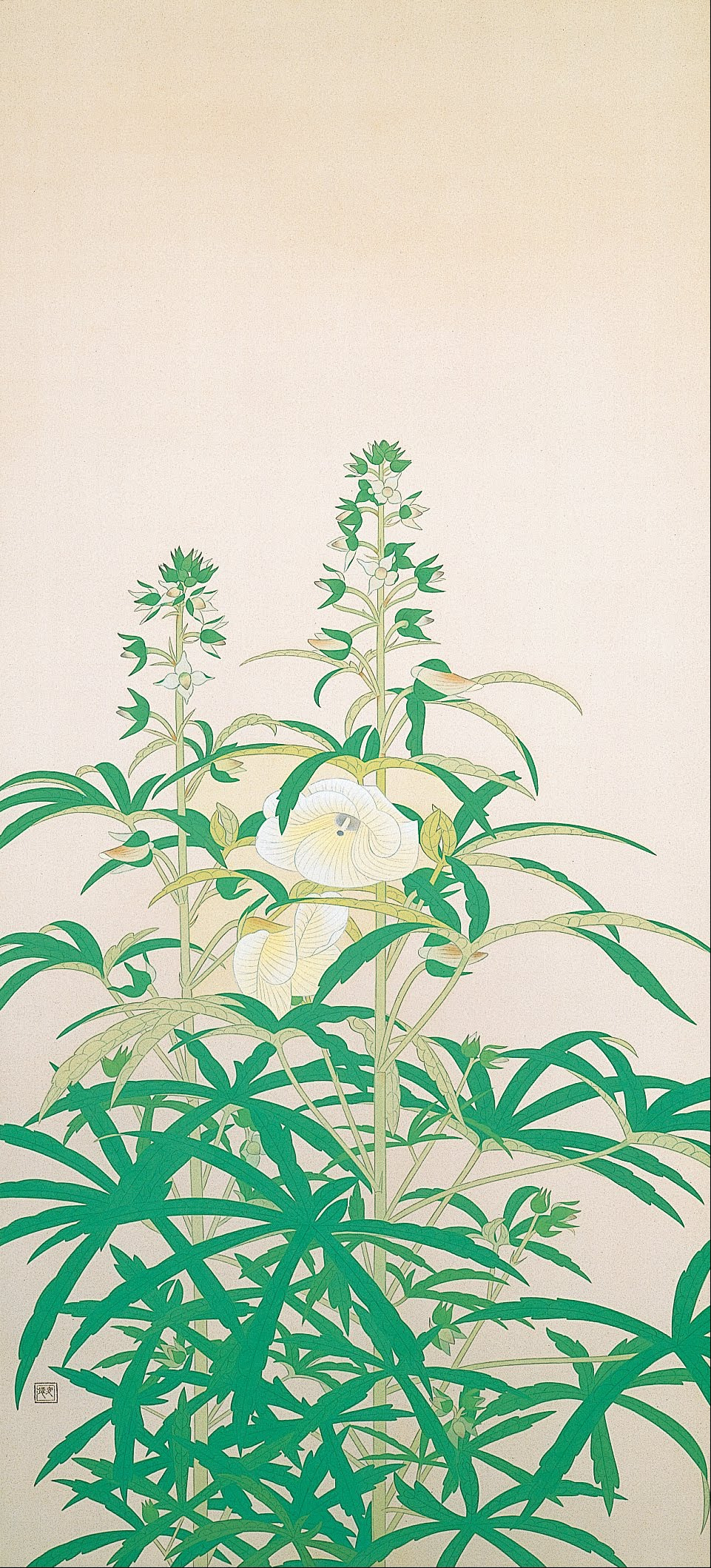
『黄蜀葵』（1932年）足立美術館蔵

## 栄典
レジオンドヌール勲章シュヴァリエ章